# F1 2013 (videojuego)
F1 2013 es un videojuego desarrollado por Codemasters basado en la Temporada 2013 de Fórmula 1. Es el quinto juego de la serie de videojuegos Fórmula 1 desarrollado por los estudios Codemasters después de que la compañía renovara su licencia para desarrollar los juegos oficiales de la serie. El juego usa el motor EGO Engine.
F1 2013 fue lanzado en Europa el 4 de octubre de 2013 para PlayStation 3, Microsoft Windows y Xbox 360. Una versión digital fue lanzada en todo el mundo en la Steam Store, así como el 8 de octubre para la tienda de Playstation y el 15 de octubre para los juegos de Xbox en demanda. La versión física del juego fue retrasada en Estados Unidos y Canadá debido a problemas de logística específicas a los dos territorios. La fecha oficial de lanzamiento no se ha confirmado aún en los dos territorios.

## Jugabilidad
El juego cuenta con todos los equipos, pilotos y circuitos de la temporada. La “Edición clásica” del juego contiene pilotos, coches y circuitos de los años 80 y 90, incluyendo los modelos Williams FW07B, FW12, Williams FW14B, FW18, Ferrari F399, F1/87/88C, Lotus 98T y 100T. Entre los circuitos adicionales se incluyen el de Estoril, lmola, Brands Hatch y Jerez.
Asimismo, los jugadores pueden jugar con monoplazas antiguos sobre las nuevas pistas o con monoplazas nuevos sobre circuitos antiguos. La GUI cambia también en función de la década elegida para competir. Murray Walker se encarga de introducir con su voz a la "Edición Clásica" del juego.

## Circuitos
El juego incluye 20 circuitos que pueden ser usados durante la Temporada 2013 de Fórmula 1 y cuatro circuitos “clásicos”. Las 4 nuevas pistas son Brands Hatch, Autódromo do Estoril, Autodromo Enzo e Dino Ferrari y Circuito de Jerez.